# Chalybion clypeatum
Chalybion clypeatum là một loài côn trùng cánh màng trong họ Sphecidae, thuộc chi Chalybion. Loài này được Fairmaire miêu tả khoa học đầu tiên năm 1858.